# Чоудхури, Шефали
Шефа́ли Чоудху́ри (англ. Shefali Chowdhury; род. 20 июня 1988, Денби, Уэльс, Великобритания) — валлийская актриса.

## Биография
Шефали Чоудхури родилась 20 июня 1988 года в Уэльсе, младшая из пяти детей в семье эмигрантов из Бангладеш. Окончила «Birmingham City University».
Наиболее известна ролью Парвати Патил из трёх фильмов о Гарри Поттере — «Гарри Поттер и Кубок огня» (2005), «Гарри Поттер и Орден Феникса» (2007) и «Гарри Поттер и Принц-полукровка» (2009).